# Drago Hedl
Drago Hedl (Osijek, 24 gennaio 1950) è un giornalista croato.

## Biografia
Si è laureato in letteratura presso l'Università di Zagabria ed è diventato un giornalista professionista nel 1980.
Hedl è oggi un giornalista investigativo del giornale Jutarnji List con sede a Zagabria. È stato capo redattore di Glas Slavonije, un quotidiano con sede a Osijek dal 1986 al 1991. Fu poi corrispondente di guerra per il quotidiano Split (Spalato), Slobodna Dalmacija, dal 1991 al 1994. In seguito ha lavorato per l'organizzazione no profit Institute for War and Peace Reporting, che supporta giornalisti locali in contesti di guerra. Ha poi tenuto per molti anni corsi di formazione per giovani giornalisti della regione balcanica. Più tardi Hedl ha scritto per Feral Tribune e Novi List. Hedl è stato per molto tempo collaboratore di Radio Free Europe. I suoi articoli sono apparsi in molti giornali e riviste tra cui The Guardian, The Times, e Die Wochenzeitung (Zurigo).
Hedl è conosciuto soprattutto per i suoi lavori investigativi per il Feral Tribune e poi dal 2008 per Jutarnji List per cui ha riportato di crimini di guerra compiuti durante la guerra di indipendenza croata. Ciò gli ha valso nel 2006 il premio Knight International Journalism da parte dell'International Center for Journalists, nel 2008 ha ricevuto il CEI-SEEMO Investigative Journalism Award e nel 2011 ha vinto il premio Dr. Erhard Busek per la promozione di una miglior comprensione, riconosciutogli da parte di South East Europe Media Organisation.
"Drago Hedl ha ricevuto minacce di morte, querele da parte del governo, pestaggi da parte di politici locali e dell'esercito e anche abusi verbali per i suoi report sui crimini di guerra in ex Jugoslavia negli anni '90. Le sue battaglie contro gli ultra-nazionalisti, la propaganda in tempo di guerra e l'incitamento all'odio in favore invece della tolleranza e lo stato di diritto lo hanno portato ad essere accusato di tradimento. Il suo appoggio al Tribunale Penale per l'ex-Jugoslavia ha fatto irritare i suoi avversari. Nulla, comunque, gli ha impedito di effettuare una copertura intera ed obiettiva di tanti temi sensibili in patria."
Hedl è autore di sette libri e ha scritto la sceneggiatura di tre film tra cui Vukovar - Poslednji rez (Vukovar – Atto finale), un film documentario sulla battaglia di Vukovar uscito nel 2006. Il film ha vinto lo "Human Rights Award" al 12º Festival di Sarajevo (2006).
Il suo libro più recente Glavaš - kronika jedne destrukcije (2010) esamina il coinvolgimento del politico e signore della guerra Branimir Glavaš nei crimini di guerra compiuti ad Osijek, ed ha ricevuto una critica positiva.
Nel 2015 ha ricevuto il Croatian Journalists' Association Lifetime Achievement Award.